# Demir Peco
Demir Peco (Monthey, 10 giugno 1996) è un calciatore bosniaco, attaccante del Marsonia 1909.

## Carriera

### Club
Ha giocato nella prima divisione bosniaca ed in quella croata.

### Nazionale
Ha giocato nelle nazionali giovanili bosniache Under-19 ed Under-21.

## Statistiche

### Presenze e reti nei club
Statistiche aggiornate al 19 agosto 2023.
| Stagione                | Squadra                 | Campionato              | Campionato | Campionato | Coppe nazionali | Coppe nazionali | Coppe nazionali | Coppe continentali | Coppe continentali | Coppe continentali | Altre coppe | Altre coppe | Altre coppe | Totale | Totale |
| Stagione                | Squadra                 | Comp                    | Pres       | Reti       | Comp            | Pres            | Reti            | Comp               | Pres               | Reti               | Comp        | Pres        | Reti        | Pres   | Reti   |
| ----------------------- | ----------------------- | ----------------------- | ---------- | ---------- | --------------- | --------------- | --------------- | ------------------ | ------------------ | ------------------ | ----------- | ----------- | ----------- | ------ | ------ |
| mag. 2015               | Velež Mostar            | PL                      | 2          | 0          | CB              | -               | -               | -                  | -                  | -                  |             | -           | -           | 2      | 0      |
| 2015-2016               | Velež Mostar            | PL                      | 16         | 0          | CB              | 1               | 0               | -                  | -                  | -                  |             | -           | -           | 17     | 0      |
| 2016-2017               | Radnik Bijeljina        | PL                      | 14         | 3          | CB              | 3               | 0               | UEL                | 2                  | 0                  |             | -           | -           | 19     | 3      |
| 2017-2018               | Radnik Bijeljina        | PL                      | 25         | 2          | CB              | 1               | 0               | -                  | -                  | -                  |             | -           | -           | 26     | 2      |
| 2018-2019               | Radnik Bijeljina        | PL                      | 22         | 1          | CB              | 1               | 0               | -                  | -                  | -                  |             | -           | -           | 23     | 1      |
| 2019-2020               | Radnik Bijeljina        | PL                      | 21         | 3          | CB              | 0               | 0               | UEL                | 2                  | 0                  |             | -           | -           | 23     | 3      |
| Totale Radnik Bijeljina | Totale Radnik Bijeljina | Totale Radnik Bijeljina | 82         | 9          |                 | 5               | 0               |                    | 4                  | 0                  |             | -           | -           | 91     | 9      |
| ott. 2020-2021          | Varaždin                | 1. HNL                  | 18         | 1          | CC              | 0               | 0               | -                  | -                  | -                  |             | -           | -           | 18     | 1      |
| ago. 2021-2022          | Velež Mostar            | PL                      | 23         | 2          | CB              | 6               | 0               | -                  | -                  | -                  |             | -           | -           | 29     | 2      |
| 2022-2023               | Varaždin                | 1. HNL                  | 8          | 0          | CC              | 1               | 0               | -                  | -                  | -                  |             | -           | -           | 9      | 0      |
| Totale Varaždin         | Totale Varaždin         | Totale Varaždin         | 26         | 1          |                 | 1               | 0               |                    | -                  | -                  |             | -           | -           | 27     | 1      |
| ago. 2023-2024          | Velež Mostar            | PL                      | 1          | 0          | CB              | -               | -               | -                  | -                  | -                  |             | -           | -           | 1      | 0      |
| Totale Velež Mostar     | Totale Velež Mostar     | Totale Velež Mostar     | 42         | 2          |                 | 7               | 0               |                    | -                  | -                  |             | -           | -           | 49     | 2      |
| Totale carriera         | Totale carriera         | Totale carriera         | 150        | 12         |                 | 13              | 0               |                    | 4                  | 0                  |             | -           | -           | 167    | 12     |

## Palmarès

### Club

#### Competizioni nazionali
- Kup Republike Srpske: 3

Radnik Bijeljina: 2016-2017, 2017-2018, 2018-2019
- Coppa di Bosnia ed Erzegovina: 1

Velež Mostar: 2021-2022